# Schwartz Dávid (énekes)
Schwartz Dávid (Szentendre, 1989. november 19. –) énekes-előadó, musical színész és énektanár. 
2008-ban ismerhette meg őt a nagyközönség, az Esti Showderben rendezett énekes tehetségkutató alkalmával, ahol egy személyben adta elő a We Are the World című világslágert, imitálva a szólista énekesek hangját. Egy csapásra ismertté vált, ezután számos tehetségkutatóval próbálkozott, végül a 2012-es The Voice Magyarország Hangja című műsor döntőjéig menetelt, Malek Andrea mentorálásával.

## Életrajz
Már kiskorában felfigyeltek rá nevelői, és erősítették benne az éneklés iránti ambíciókat. Szentendrén végezte az általános és középiskolát, ahol kereskedelem szakon végzett. Ezidő alatt számos népdaléneklési versenyt nyert, illetve több könnyűzenei énekversenyen is rendszerint az első két helyet megnyerte. Ezután rögtön felvételt nyert az MZTSZ Kőbányai Zenei Stúdió Énekes tanszakára, ahol olyan nagy nevektől tanulhatott mint Munkácsi Bea énekesnő, Domonkos Zsuzsa operettprimadonna, Póka Egon (Hobo Blues Band), Lukács Andrea (Neoton). 
Ezután szintén a Kőbányai Zenei Stúdióban szerzett ének és hangképző tanári képesítést, 
2015-ben pedig megnyitotta Szentendre város első és egyetlen könnyűzenei magánének iskoláját az SD Énekiskolát. 
Hobbija a festés, de egykori képzőművészet tanárának tanácsára 2017-ben kiállítást rendezett. A festményeket két hónapig láthatták az érdeklődők.
2024-ben transzneműként coming outolt, nőként folytatja tovább az életét.

## Karrier
A 2008-as Esti Showderben aratott győzelme meghozta Dávid számára a hőn áhított ismertséget és a szakmai elismerést.
2012-ben első zenekarával a SoundCircussal megnyerte az Egerben rendezett Trilla Az élőzene versenye első díját az Amíg partot érsz című saját dallal, melynek zenéjét Mukli Péter gitáros szerezte. 
Szintén 2012-ben egy ország szurkolt neki a The Voice magyarországi szériájában. Malek Andrea mentoráltjaként egészen a döntőig menetelt. Itt tett szert jó barátságra Caramellel, akinek később vokálozott is az Aréna 10 év koncerten. Bécsben a Stephansdomban, a Neue Donau Kirche falai között és Magyarországon is ekkoriban kezdte el mentorával énekelni Robert Ray - Gospel Mass című miséjét, melyben az Ott Rezső band és az Octovoice Énekegyüttes is közreműködött. Ez évben ismerte meg személyesen Zalatnay Saroltát, akivel máig is töretlen barátságot ápolnak és számtalan jótékonysági estet adtak közösen is. 
2013-ban Andrew Llyodd Webber Jézus Krisztus Szupersztárjának főszerepét kaphatta, Júdásként. A darabot Silló Sándor, Zádori László és Lovas Gabriella rendezte. A Savaria Szimfonikus Zenekarral karöltve az Iseumi Szabadtéri Játékokon került bemutatásra a darab, hatalmas sikert aratva. Itt ismerkedett meg Miller Zoltánnal és Szabó Győzővel, akik Dávid nagy inspirálói voltak kiskorában. 
2014-ben felkérést kapott a Szolnoki Szigligeti Színháztól, a Sztárcsinálók című magyar rockopera főszerepére. Itt Néró császárt alakította egy teljes évadon át. A darabot Nagy Viktor és Várkonyi Mátyás rendezte, Zádori László és Rácz Márton karmesterek és Gyenes Ildikó táncművész-koreográfus közreműködésével. 
2015-ben a színházi évad után a Szentendrei Dunakanyar Magániskola Énektanáraként kezdett tanítani általános és gimnáziumi osztályokat. Szintén ebben az évben alapította meg Szentendre Város első könnyűzenei hangképzőjét, az SD Énekiskolát, ahol komplex hangképzéssel és előadóművészeti oktatással neveli az ifjú illetve felnőtt énekelni vágyókat, tudókat.
Ebben az évben kérték fel a Sláger FM férfi szignálhangjának. A rádió azóta frekcvenciaváltáson esett át, de a szignálhang szerepét ismételten rá osztották. 
2016-ban a székesfehérvári Vörösmarty Színházban Szikora János színházigazgató felkérésére az 56 csepp vér című történelmi musical egyik címszerepét egy ifjú forradalmárt alakított. Ebben az évben kezdett el intenzíven a saját lemezén dolgozni. Dj Sterbinszkyvel közös daluk a "Live Your Life" is ekkor jelent meg.
A 2018-as Eurovíziós Dalfesztivál Lisszaboni döntőjén az AWS csapatát erősítette vokalistaként. 
2012 óta a budapesti Orfeum a Pesti Mulató állandó fellépője, számos estet adott már különféle stílusban. Nádor Dávid oldalán Michael Jackson emlékének tisztelegtek egy évekig futó műsorral. Ezután önálló estje a Soul Legends is osztatlan sikert aratott. A Disco Fever 2019 óta van a szórakozóhely műsorán, itt Veres Mónika partnereként látható volt. 
A 2020-as pandémia sem tántorította el, és jelenleg is saját lemezén dolgozik, melynek bemutatóját májusra tervezte. A koncertet elhalasztották, így az énekes jelenleg alkotói fázisban ténykedik.

## Jótékonyság
Nagy példaképeihez hasonlóan Dávid is számtalanszor használta már tehetségét a jótékonysági akciók során. Rengeteg hátrányos helyzetű gyermek megsegítését, fogyatékkal élők támogatását támogatja 2008 óta. Állatvédőként is patronálta a szentendrei Árvácska állatmenhely lakóit több önálló szervezésű nagykoncerttel, valamint a Pomázi Állatmenhely mellett is teljes gőzzel harcol, fővédnökként 2013 óta.
2010-ben Nemesházi Beatrix színésznővel szervezte első saját jótékonysági fesztiválját a "Bárkát", mellyel Felsőzsolca és Szendrő árvízkárosultjait támogatta. A jótékonysági akció egy egész napos rendezvényt és egy hónapokig tartó gyűjtést foglalt magába. A beérkezett adományokat személyesen szállította le a károsult településekre. 
2014-ben félmillió forintot gyűjtött zenésztársaival és növendékeivel a Budai Gyermekkórház Epilepszia Centrumának megsegítéséért valamint a csak műtéti úton gyógyítató epilepsziás gyermekek rehabilitációjának javára.

## Hazai és nemzetközi sikerek, közreműködések
2015-ben ismerkedett meg a Boney M alapítójával Sheila Bonnickkel, akivel azóta is jó kapcsolatot ápol és énekelhetett is a művésznő előtt.
2016-2017. Az Illés Lajos országos emlékturné szólistájaként olyan neves énekesekkel dolgozhatott együtt mint Homonyik Sándor, Varga Miklós és Kalapács József.
2017-ben Az Ace of Base magyarországi koncerten Jenny Berggren alapítótag és fronténekesnő partnereiként adtak nagykoncertet Ambrus Ritával. 
2018-ban a Portugáliai Eurovízió középdöntőjén és döntőjén az AWS oldalán énekelhetett. 
2019-ben találkozhatott és beszélgethetett nagy példaképével Deva Premal  Grammy díjas mantraénekesnővel. Nagy befolyással volt rá a tibeti és indiai mantrák világa, melyek napjainkig szerves részét képezik az énekes életének.